# Озеров, Иван Христофорович
Ива́н Христофо́рович О́зеров (псевдоним Ихоров, 1869—1942) — русский профессор, финансист, экономист, специалист по городскому планированию, писатель-прозаик.

## Биография
Родился в 1869 году в крестьянской семье в деревне Занино (Чухломской уезд, Костромская губерния), принадлежавшей дворянам Катениным. Учился в двухгодичной народной школе и показал там такие способности, что учителя настоятельно посоветовали и помогли матери устроить Ивана в городское училище Чухломы, а затем он учился в Костромской гимназии на стипендию имени Сусанина (1881—1889). Окончив гимназию с золотой медалью, он поступил на юридический факультет Московского университета. Под руководством профессора И. И. Янжула занимался экономическими науками. По окончании Московского университета с дипломом 1-й степени он был в ноябре 1893 года определён младшим кандидатом на судебные должности в Московской судебной палате и с января 1894 года оставлен при кафедре финансового права для подготовки к профессорскому званию.
С марта 1895 года — приват-доцент Московского университета. В январе 1896 года его отправили в научную командировку в Европу. В Германии, Англии, Франции и Швейцарии, он собирал материалы об особенностях развития налоговых систем и основных принципах финансового права, таможенной политики, взаимоотношениях предпринимателей и наёмных рабочих, эволюции кооперации и т. д.
В 1898 году получил степень магистра за диссертацию «Подоходный налог в Англии и экономические и общественные условия его существования». В феврале 1900 года защитил докторскую диссертацию «Главнейшие течения в развитии прямого обложения в Германии в связи с экономическими и общественными условиями» и был назначен сначала экстраординарным (1901), а с марта 1903 года — ординарным профессором кафедры финансового права Московского университета.
В 1900-е гг. И. Х. Озеров завоевал репутацию одного из наиболее авторитетных русских учёных-экономистов. Благодаря своим лекциям Озеров пользовался неизменным уважением и симпатией в среде студентов Московского университета (среди его учеников и друзей были поэты М. А. Волошин и Л. Л. Кобылинский). Озерову принадлежала идея создания в Москве Студенческого банка для выдачи ссуд на образование с условием погашения их после окончания курса.
И. Х. Озеров мечтал о том времени, когда «образование рассеет мрак, окружающий рынок, человек делается смелее, подвижнее, он не будет только неповоротливой улиткой, приросшей к своему утёсу: волны экономической жизни в настоящее время высоко поднимаются, и нужно, чтобы человек умел вовремя отрываться от утёсов, переменять место, приспособляться к новым условиям, и здесь на государстве лежат крупные задачи — вот почему задача расширения кругозора у населения, задача народного образования играет крупную роль в настоящее время».
Озеров был не кабинетным учёным, а учёным-практиком, увлечённым и неустанным просветителем. «Я как сын трудового народа хотел быть полезным, и, воспитываясь на средства народа, взобравшись вверх через его плечи, я хотел быть полезным распространением знаний среди него и пробуждением в нем энергии и творчества в экономической жизни», — писал он.
В 1901 году принял участие в деятельности московского «Общества взаимопомощи рабочих механического производства», созданного по инициативе С. В. Зубатова. Организовал популярные лекции для рабочих в Историческом музее в Москве и составил проект устава Общества. Когда стало известно, что к созданию общества причастно охранное отделение, Озеров не бросил лекций и созвал нечто вроде третейского суда из общественных деятелей, который признал деятельность лекторов полезной. О своём участии в деятельности Общества подробно рассказал в книге «Политика по рабочему вопросу в России за последние годы».
Летом 1907 года Озеров был переведён в Петербургский университет, оставаясь в то же время и преподавателем Московского университета — состоял приват-доцентом юридического факультета. В 1907—1912 годах преподавал финансовое право на Бестужевских курсах, также читал лекции на высших женских курсах Н. П. Раева и в Педагогической академии.
В июле 1911 года вновь назначен ординарным профессором Московского университета и заведовал кафедрой финансового права до апреля 1917 года.
Одновременно он состоял с октября 1912 года сверхштатным ординарным профессором в Московском коммерческом институте, преподавал финансы и историю хозяйственного быта и экономических учений в Московском городском народном университете им А. Л. Шанявского.
С 1909 года — выборный член Государственного совета от Академии наук и университетов.
И. Х. Озеров выступал во многих городах России с публичными лекциями. Принимал участие в работе различных правительственных комиссий Министерства финансов, торговли и промышленности. С научно-исследовательскими целями объезжая Россию, знакомясь с реальным производством и банковской деятельностью, Озеров давал предпринимателям, инженерам и бухгалтерам самые разнообразные насущные советы: «Я видел, что там-то надо к головке приделать туловище или хвост»: так, писчебумажной фабрике он рекомендовал приобрести лесную площадь, чтобы не быть в зависимости от цен на древесину; цементному заводу — построить подъездной путь, чтобы использовать дешевые подмосковные угли; московскому градоначальству — использовать сжигаемый в подмосковных шахтах уголь для освещения и отопления города.
С 1 января 1914 года — действительный статский советник; был награждён орденом Св. Анны 2-й степени (1909) и орденом Св. Владимира 4-й степени (1912). С 1914 года он состоял членом юридической испытательной комиссии при Московском университете.
В апреле 1917 года уволился из Московского университета. После революционного 1917 года Озеров, в отличие от многих русских банкиров и предпринимателей, не последовал в эмиграцию и остался в России, где продолжал научную деятельность, в частности разрабатывал концепцию создания сельскохозяйственного банка, исследовал финансовые проблемы внутренней и внешней торговли, изучал вопросы научной организации труда.
В 1918 году стал экономическим советником гетмана Скоропадского на Украине. В 1919 году вернулся в Москву. Читал лекции в Индустриальном институте. Служил в Институте экологических исследований (с 1919), сотрудничал с Финансово-экономическим институтом Наркомата финансов. Преподавал на факультете общественных наук МГУ (1920/1921); читал курс «Введение в финансовую науку». Сотрудничая с журналом «Экономист» промышленно-экономического отдела Русского технического общества, он предлагал эффективные, с его точки зрения, способы вывода страны из разрухи. В 1919—1921 годах преподавал в МФЭИ, вёл курс «Основы финансовой науки».
В 1922 году рассматривалась возможность высылки Озерова на «философском пароходе», но в конечном итоге учёный был признан неопасным. В 1927 году вышел на пенсию.
Был арестован 28 января 1930 года и приговорён к высшей мере наказания с заменой 10 годами лишения свободы. Весь 1930 год находился в Бутырской тюрьме, затем отбывал наказание на Соловках и на Беломорско-Балтийском канале. В 1933 году его амнистировали и он уехал в Воронеж, где отбывала ссылку жена. Постановлением ЦИК СССР от 19 июня 1935 года судимость с него была снята и 1936 году его с женой поселили в Доме престарелых учёных в Ленинграде. Там Озеров и умер от голода 10 мая 1942 года во время блокады Ленинграда; был похоронен на Пискарёвском кладбище.
В Санкт-Петербурге, в Отделе рукописей Публичной библиотеки есть неопубликованные воспоминания Озерова (Ф. 541. — Оп. 1. — Д. 4).
По заключению Прокуратуры СССР от 21 января 1991 года был полностью реабилитирован.

## Экономические взгляды
В начале XX века И. Х. Озеров стал известен многочисленными работами, посвященными вопросам модернизации социально-экономического и государственного строя России. Озеров оставил после себя более 50 книг, десятки статей. Озеров был автором первого и единственного до революции учебника «Основы финансовой науки», выдержавшего пять переизданий. Его перу принадлежат книги «На новый путь. К экономическому освобождению России», «Чему учит нас Америка?», «Общества потребителей. Исторический очерк их развития в Западной Европе, Америке и России», «Финансовая реформа в России. Откуда у нас берет государство деньги и на что их расходует?», «Борьба общества и государства с дурными условиями труда», «Развитие общечеловеческой солидарности», «На борьбу с народной тьмой!» и другие. Выступает, в частности, за реформирование структуры вузовского преподавания общественных наук, создание в классических университетах факультетов экономики, с обязательным введением в них курсов отечественной и всемирной истории, широкую профессиональную подготовку управленческих кадров для российской промышленности и банковских учреждений. Главными в работах И. Х. Озерова являлись вопросы развития отечественной экономики и оздоровления финансовой системы страны. Однако не меньшее внимание он уделял проблемам институционализации групповых интересов, рассматривая их в контексте изменений в хозяйственной жизни Европы и США. Проводимые им исследования перекликались в целом с теоретическими разработками представителей немецкой исторической школы (в том числе в анализе конкретных историко-экономических проблем), а также изысканиями Т. Веблена.

### Взгляды на индустриализацию
Русское общество в вопросе индустриализации России стояло на очень низком уровне. Русское общество жило дворянской моралью: подальше от промышленности, это-де дело нечистое и недостойное каждого интеллигента. А вот сидеть играть в карты, попивать при этом и ругать правительство — вот настоящее занятие мыслящего человека. <…> У нас господствовали еще народнические представления <…> то есть что промышленность не есть государственное дело, а частное, что каждый промышленник — жулик, которого надо посадить, что ничего полезного он не делает; они не понимали, что насаждение крупной и сильной промышленности и вместе с ней рабочего класса у нас — величайшее дело.
Я был большим энтузиастом индустриализации России, и меня нередко называли трубадуром русской промышленности. Я мечтал напоить, заразить творческим энтузиазмом нашу страну и призывал всех и каждого к участию в создании промышленности у нас; пора перестать быть данниками Европы, надо встать на собственные ноги, особенно, когда мы располагали такими естественными богатствами; и я призывал всех, от старца до юнца, встать под знамёна экономизма, покупать акции промышленных предприятий, если уж не творческой деятельностью участвовать в созидании промышленности, то, по крайней мере, своими сбережениями.

### Взгляды на предпринимательство и кооперацию
Озеров считал, что «нам нужно создавать новый тип предпринимателя, с широким кругозором, с большим размахом, с другими приёмами». Он говорил и писал о необходимости установления в России «эластичного общественного строя, который давал бы возможность всем развивать свои силы», выступал за воспитание интереса к науке, воспитание «другого поколения с другими головами, другими привычками», высказывался за переход от режима низкооплачиваемого труда к высокооплачиваемому.
Озеров искал более справедливые социально-организованные формы производства и считал кооперацию противодействием монополии. Он полагал, что в исторической перспективе кооперация смогла бы внести коррективы в правовой строй, оздоровить бюджет, раскрыть свой потенциал. Озеров был самым последовательным так называемых потребительских обществ, способных объединить разные сословия, снизить или вовсе блокировать неизбежно растущую при капитализме социальную напряженность. По его убеждению, в потребительском обществе «лица разных классов, сословий <…> сходятся вместе за общим делом, и они научаются ценить друг друга и уважать. Высшие классы не будут столь индифферентно относиться к требованиям рабочего класса, а рабочие, в свою очередь, ознакомившись с механизмом производства, условиями сбыта, влиянием рынка на него, будут предъявлять практические требования».
Примечательно, что на идеи Озерова опиралось старообрядческое предпринимательство в своей успешной предпринимательской деятельности.

### Взгляды на государственное вмешательство в экономику
Озеров был убеждён, что многое зависит от правительства, что дальновидное правительство будет строить экономическое благополучие России «на естественном его фундаменте — благосостоянии русского мужика. Иначе все это экономическое развитие будет носить эфемерный характер». Хозяйственная жизнь России при Николае II напоминала Озерову «жизнь игрока в зависимости от урожая и неурожая».
Озеров подчёркивал, что без поворота общей экономической политики из столыпинских аграрных реформ, которые он приветствовал как «творческое» начинание правительства «огромной важности», «много толку быть не может».

### Взгляды на финансовую политику
Озерова возмущал курс Министерства финансов, когда огромные суммы отправлялись на текущие счета иностранных банков, питая заграничный денежный рынок, вместо использования этих средств на развитие отечественного народного хозяйства.
Озеров высказывался против подведения винно-водочного фундамента под бюджет сельскохозяйственной России и призывал «накачивать и накачивать весьма энергично в карманы населения».
В стране десятилетиями практиковалось податное обложение — равномерное для тех или иных слоев населения. Это притом, что и крестьяне давно были разными в имущественном отношении, и помещики — кто разбогател, а кто разорился, а неоднородность торговой братии прямо-таки бросалась в глаза. Годами Озеров ратовал за введение дифференцированного (эластичного) подоходного налога, убеждал в стимулирующем значении этого нововведения (давно известного в Европе и Америке) для развития классов и экономической жизни, для пополнения государственной казны.
У Озерова была своя («беспартийная») программа оздоровления российского бюджета, питавшегося преимущественно налогами на потребление. Она предусматривала перераспределение налогового бремени в пользу малоимущих и более широкое обложение наследств, пересмотр ставок должностных окладов для чиновников высшего ранга, прекращение пагубной практики негласных бюджетов, укрепление системы государственного контроля и превращение его в действенную силу, воспитание совестливости у российских налогоплательщиков.
В книге «Как расходуются в России народные деньги» (1908 г.) Озеров пишет:
Государственные средства нередко расходовались у нас, по существу, неправильно, не в интересах народного хозяйства как целого, так как расходы производительного характера занимали в нашем бюджете совершенно ничтожное место…

Ведение нашего государственного хозяйства должно быть абсолютно публичным, и с канцелярской тайной здесь давно пора бы покончить…

Наш центральный банк находится в ненормальном положении, он, как известно, подчинен единоличной власти…

Цифры нашего государственного бюджета не всегда выражают действительные затраты на ту или другую потребность. Многие ведомства и учреждения имеют свои специальные средства или особые капиталы, из которых черпаются средства на разного рода цели и задачи…

Нерационально ведется у нас и нефтяное хозяйство. Правительственная власть находится под сильным влиянием крупного капитала. Страна нуждается в деньгах, а нефтепромышленники ни за что получают крупные дивиденды…

У нас хватало денег на всё, но не хватало их на культуру мозга, головы…

Нашу уродливую налоговую систему следует коренным образом перестроить. До сих пор она строилась под влиянием минутных настроений: нужны были деньги, и их старались черпать там, где в данное время легче и проще всего можно было бы добыть их, вовсе не справляясь с тем, как это отразится на населении.

## Городское планирование
В 1906 году издал книгу «Большие города, их задачи и средства управления», став одним из основоположников теории городского планирования. Критиковал российские города по сравнению с европейскими за отсталость транспортных коммуникаций.

## Писательская деятельность
Под псевдонимом З. Ихорова выпустил в начале XX столетия художественные произведения «Исповедь человека», «Записки самоубийцы», «Песни бездомного».

## Коммерческая деятельность
В 1911 году Озеров был приглашен в члены совета Русско-Азиатского банка А. И. Путиловым. Затем Озеров в «Русском слове» напечатал статью о спекуляции российских банков, за что на него ополчились все члены правления, и он вынужден был уйти из банка.
Озеров был акционером и членом правления Ленских золотых приисков, Эриванского цементного завода, Тульского земельного банка, Акционерного общества Ханжонкова, Российской писчебумажной фабрики, издательства Сытина, спичечной фабрики Лапшина и других. Предлагал И. Д. Сытину сотрудничество для издания собственной газеты, чтобы «приобрести влияние на формирование общественного мнения у нас», однако Сытин не захотел ссориться с правительством, дававшим заказы на печать учебников. Незадолго до Февральской революции Озеров скупил акции Еринского цементного завода по 105 руб., а затем продал их по 300, заработав на этом больше 1 млн руб.

## Образ жизни
И. Х. Озеров годами ходил в одной и той же одежде, не шиковал в ресторанах, ездил во втором классе. Впрочем, это не мешало ему уступить различным соблазнам: «был не прочь, по его словам, „выпить и погулять с балеринами“, пробовал наркотики, писал киносценарии для А. А. Ханжонкова».
В 1911 году он завещал все свои капиталы на экономическое образование населения, бесплатное распространение миллионными тиражами своих книг и статей, «призывающих к творчеству», по всем деревням, селам, волостным правлениям, фабрикам. В этом поступке он следовал во след известному предпринимателю-меценату Х. С. Леденцову у которого был в числе душеприказчиков, исполняя его завещательную волю.

## Отношение к революционным преобразованиям
В 1915 году Озеров резко критикует сложившуюся ситуацию:
Если бы поднялся Пётр Великий в настоящее время, как горько было бы ему видеть то, что делается у нас, наш застой. Вот именно это отставание от других стран я и подчёркиваю постоянно. Пропасть, отделяющая нас от других стран, все растёт и растёт, несмотря на тот промышленный прогресс, при наличности которого мы присутствуем в настоящее время.
Озеров яснее многих (особенно после революции 1905 года) видел, какими бедами грозит России нерешённость политических, экономических и социальных проблем. Царский строй он считал отжившим, неплодотворным, противоречившим интересам страны.
В 1917 году учёный нелестно отзывается о Временном правительстве, министры которого «рассуждали не о земельной реформе, а о том, можно ли допускать митинги на территории, по которой проходят трамваи и проложены их рельсы».
В январе 1918 года Озеров публикует в газете «Наше время» статью «Грядущие строители — холод и голод». В ней он пишет:
Европейский пролетариат мы своей безумной детской попыткой создать социалистический строй не зажжём. Правда, мы застрахуем весь мир за наш счёт от производства таких опытов, и, быть может, в этом состоит наша историческая миссия — быть навозом для истинной культуры.

## Сочинения
- «Что такое общество потребителей? Как его основать и вести» (СПб., 1896) — золотая медаль на Всемирной выставке в Париже (1900 г.) и премия юридического факультета Московского университета;
- Подоходный налог в Англии и экономические и общественные условия его существования (1898; магистерская диссертация);
- «Главнейшие течения в развитии прямого обложения в Германии» (1900; докторская диссертация);
- «Борьба общества и законодательства с дурными условиями труда (Sweating system)»  / Ив. Озеров. - Санкт-Петербург : тип. В. Киршбаума, 1901. - [2], 41 с
- Финансовое право : Конспект лекций прив.-доц. И.Х. Озерова : (Бюджет, формы взимания и мест. финансы). - Москва : лит. Общ. расп. п. кн., 1901. - 352 с
- «Итоги экономического развития XIX века» (СПб., 1902);
- «Почта в России и за границей» (СПб., 1902);
- «Фабричные комитеты и коллективный договор» (М., 1902);
- «Общество потребителей. Исторический очерк их развития в Западной Европе, Америке и России. Краткое руководство к основанию и ведению потребительных обществ» 1-е издание в 1894 году, 2-е дополненное издание выпущено издательством «С. Дороватовского и А. Чарушникова» в 1899 году тиражом 3200 экземпляров. В 1909 переиздано в сокращённом виде Сытиным.
- «Развитие общечеловеческой солидарности» (М., 1902);
- «О приемах изучения финансовой науки» (М., 1903);
- Америка идет на Европу — СПб., 1903. — 93 с.
- «Очерки экономической и финансовой жизни России и Запада» (2-й сборн. статей, М., 1904);
- «Исповедь человека на рубеже XX-го века» (под псевдон. Ихоров, М., 1904);
- Озеров И. Х. Из жизни труда. Сборник статей. (Выпуск 1. Статьи по рабочему вопросу.) / Издание Д. С. Горшкова. — М.: б.и., 1904. — 293 с.
- «Финансовое право. Вып. I. Учение об обыкновенных доходах»; вып. II: «Бюджет, местные финансы, госуд. кредит» (М., 1905);
- Озеров И. Х. Экономическая Россия и её финансовая политика на исходе XIX и в начале XX века / Издание Д. С. Горшкова. — М.: Тип. т-ва И. Н. Кушнерев и К°, 1905. — 259 с.
- Нужды рабочего класса в России — М., 1905. — 64 с.
- «Страхование трудящихся в Германии» (брош.).
- «Политика по рабочему вопросу в России за последние годы (по неизданным документам)» (М., 1906).
- «Финансовая реформа в России. Откуда у нас государство берет деньги и на что их расходует» Архивная копия от 4 мая 2017 на Wayback Machine (М., 1906).
- «Что должны иметь в виду рабочие» (М., 1906).
- «Финансовая политика» (Oserow, I. Die Finanzpolitik. In: Melnik, J. (1906): über Russland. Frankfurt a. M., Rütten & Loening, S. 208-250).
- Озеров И. Х. Большие города, их задачи и средства управления. С 15 диаграммами (публичная лекция). — М., 1906. — 135 с.
- ... Нужды рабочего класса в России. - Москва : т-во И.Д. Сытина, 1906. - 64 с.
- Русский бюджет доходный и расходный Архивная копия от 18 июля 2019 на Wayback Machine : С диаграммами, исполненными в красках / И. Х. Озеров. - М. : Т-во И. Д. Сытина, 1907. - 48 с.
- Озеров И. Х. Как расходуются в России народные деньги? Критика русского расходного бюджета и государственный контроль (по неизданным документам). — М.: тип. А.П. Поплавского, 1907. — 310 с.
- «Чему учит нас Америка?» (1908) Архивная копия от 5 октября 2018 на Wayback Machine;
- «Горные заводы Урала» (1910);
- «Что делать?» (1913); / И.Х. Озеров, чл. Гос. сов., проф. Имп. Моск. ун-та. - Москва : Унив. кн-во Л.Я. Столяр, 1913. - [8], 376 с.; 22. - (Общественно-научная библиотека).
- Озеров И. Х. Основы финансовой науки. Бюджет. Формы взимания. Местные финансы. Кредит / (переиздание 1906 года). — М.: ЮрИнфор-Пресс, 2008. — 622 с. , «Основы финансовой науки» (университетский курс; 3-е издание, 1910.) , «Основы финансовой науки» (университетский курс; 4-е издание, 1913.)
- Записки самоубийцы (под псевдон. Ихоров; М., 1911)
- «Оборотная сторона нашего бюджета» (М., 1911)
- Песни бездомного (под псевдон. Ихоров; М., 1912)
- «На темы дня. К экономическому положению России» (М., 1912)
- Наша высшая школа и жизнь (к молодежи) // журнал «Новое слово» № 1, 1914 г.
- На новый путь! К экономическому освобождению России — М., 1915. — 336 с.
- «Новая Россия» (1916)  / Ив. Озеров, чл. Гос. совета, проф. Моск. ун-та. - Петроград : тип. АО изд. дела "Копейка", 1916. , 266 с

### Современное издание
- Озеров И. Х. Как расходуются в России народные деньги?. — Общество купцов и промышленников России, 2005. — 312 с. — (Экономическая история России).